# Batalles dels Set Dies
Les batalles dels set dies van ser una sèrie de sis grans batalles que van durar entre el 25 de juny a l'1 de juliol de 1862 prop de Richmond (Virginia) durant la Guerra civil nord-americana. El general confederat Robert E. Lee va frenar la invasió de l'Exèrcit del Potomac, comandat pel comandant general George B. McClellan, cap a Richmond, en un intent de conquerir la península de Virgínia. Aquesta sèrie de batalles és coneguda erròniament com la campanya dels set dies, però en realitat va ser la culminació de la campanya de la Península, no una campanya en si.
La batalla dels set dies va començar amb un atac de la Unió en la petita batalla de Oak Grove el 25 de juny de 1862 sota el comandament de McClellan, però de sobte va perdre iniciativa i Lee va començar una sèrie d'atacs a la presa de Beaver Creek el 26 de juny, en Gaines 'Mill el 27 de juny, un petit atac de Garnett i Golding a la granja el 27 de juny i 28 de juny i l'atac a la rereguarda de la Unió en la batalla de Savage's Station el 29 de juny.
L'exèrcit de McClellan es retirà a protegir-se a Harrison's Landing sobre el riu James. Lee tingué l'última oportunitat per interceptar l'exèrcit de la unió a la batalla de Glendale el 30 de juny, però el pla va ser mal executat, i permeté escapar l'enemic a una important posició defensiva en Malvern Hill. A la batalla de Malvern Hill l'1 de juliol, Lee va llançar inútils atacs frontals i van patir nombroses baixes en la seva infanteria i en les defenses de l'artilleria.
Els "set dies" van acabar amb l'exèrcit de McClellan en relativa seguretat a l'altre costat del riu James, després d'haver patit gairebé 16.000 baixes durant la retirada. L'exèrcit de Lee, que havia anat a l'ofensiva durant els set dies, va patir la pèrdua de més de 20.000 homes. Lee es va quedar convençut que McClellan no tornaria a suposar una amenaça contra Richmond per la qual cosa es va traslladar al nord de la campanya de Virgínia del nord a la campanya de Maryland.